# Prima Repubblica cecoslovacca
La Prima Repubblica Cecoslovacca (Československá republika, ČSR) fu lo stato cecoslovacco che esistette dal 1918 al 1938; lo stato era comunemente chiamato Cecoslovacchia (Československo). Era composta dalla Boemia, dalla Moravia, dalla Slesia, dalla Slovacchia e dalla Rutenia subcarpatica. Dopo il 1933, la Cecoslovacchia rimase l'unica democrazia operante nell'Europa orientale, dato che gli altri stati orientali convivevano con regimi autoritari o autocratici. Sotto le enormi pressioni della Germania nazista e della minoranza tedesca dei Sudeti che vivevano nella nazione, la Cecoslovacchia fu costretta a cedere la regione dei Sudeti, abitata da tedeschi, il 1º ottobre 1938, come stabilito dagli Accordi di Monaco; sempre secondo gli accordi, alcune parti meridionali della Slovacchia e della Rutenia subcarpatica furono cedute all'Ungheria e la regione di Teschen, in Slesia, alla Polonia. Questo fatto pose effettivamente fine alla Prima Repubblica cecoslovacca, che fu seguita dalla Seconda Repubblica.

## Storia

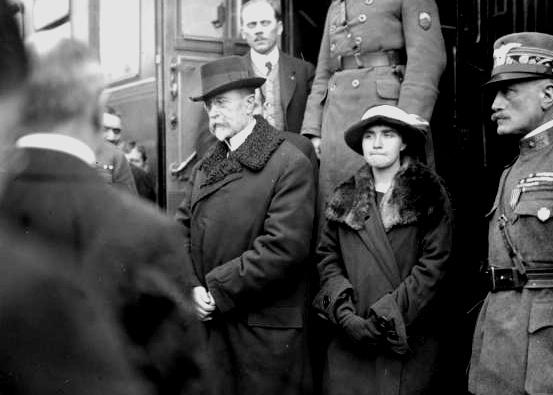
Tomáš Masaryk di ritorno dall'esilio

L'indipendenza della Cecoslovacchia fu proclamata nelle ultime fasi della prima guerra mondiale, il 28 ottobre 1918, dal Concilio Nazionale Cecoslovacco a Praga. Per formare la nuova nazione, dovettero essere uniti in un'unica struttura diversi gruppi etnici e territori con diverse tradizioni storiche, politiche ed economiche.
L'autorità dentro la Cecoslovacchia fu inizialmente assunta dalla neo-costituita Assemblea Nazionale il 14 novembre 1918. Tenuto conto che i limiti territoriali erano incerti e le elezioni impossibili, fu costituita l'Assemblea Nazionale provvisoria sulla base dell'elezione del 1911 al parlamento austriaco con l'aggiunta di 54 rappresentanti per la Slovacchia. Le minoranze nazionali furono rappresentate; i Sudeti tedeschi dichiararono di far parte dell'Austria nello spirito del principio di auto-determinazione del presidente statunitense Wilson mentre gli ungheresi rimasero fedeli all'Ungheria. L'assemblea nazionale elesse Tomáš Garrigue Masaryk come suo primo presidente,  il quale scelse un governo provvisorio guidato da Karel Kramář elaborando inoltre una costituzione provvisoria.
Alla Conferenza di pace di Parigi convocata nel gennaio 1919, La delegazione ceca fu guidata da Kramář e Beneš, rispettivamente primo ministro e ministro degli esteri del governo provvisorio cecoslovacco. La conferenza approvò la costituzione della Repubblica Cecoslovacca, per comprendere la storia del Regno di Boemia (incluse Boemia, Moravia, Slesia), Slovacchia, e Rutenia subcarpatica. L'inclusione della Rutenia fornì una frontiera comune con la Romania, un importante alleato contro l'Ungheria. I confini definitivi della nazione e l'organizzazione del suo governo furono infine stabiliti con la Costituzione cecoslovacca del 1920. Tomáš Garrigue Masaryk, che era stato riconosciuto dagli Alleati come leader del governo provvisorio cecoslovacco, nel 1920 fu eletto primo Presidente della nazione. Fu rieletto nel 1925 e nel 1929, fungendo da Presidente fino al 14 dicembre 1936, quando si dimise a causa delle cattive condizioni di salute; gli successe Edvard Beneš.
A seguito dell'Anschluss dell'Austria da parte della Germania nazista nel marzo 1938, il successivo obiettivo del leader nazista Adolf Hitler fu l'annessione della Cecoslovacchia. Il pretesto furono le privazioni sofferte dalla popolazione tedesca abitante nelle parti vicine ai confini settentrionali e occidentali della Cecoslovacchia, conosciute collettivamente come Sudeti. La loro incorporazione all'interno della Germania avrebbe lasciato il resto della Cecoslovacchia senza la forza di reagire alla successiva occupazione.

## Politica
La democrazia cecoslovacca era tenuta insieme dal primo Presidente della nazione, Tomáš Masaryk. Come principale padre fondatore della repubblica, Masaryk fu considerato allo stesso modo in cui George Washington è trattato negli Stati Uniti d'America. Tale rispetto autorizzò Masaryk a oltrepassare problemi politici che sembravano insormontabili; ancora oggi, Masaryk è considerato come simbolo della democrazia cecoslovacca.
La Costituzione del 1920 approvò la costituzione provvisoria del 1918 nei suoi caratteri di base. Lo stato cecoslovacco fu concepito come democrazia parlamentare, diretta principalmente dall'Assemblea Nazionale, consistente del Senato e della Camera dei deputati, i cui membri dovevano essere eletti a suffragio universale. L'Assemblea Nazionale era responsabile dell'iniziativa legislativa e le fu assegnato il compito di supervisione anche sui poteri esecutivo e giudiziario. Ogni sette anni, il Parlamento eleggeva un Presidente, e confermava il governo da lui nominato. Il potere esecutivo era condiviso da Presidente e governo; quest'ultimo, responsabile davanti all'Assemblea Nazionale, poteva prevalere sul Presidente. La realtà, tuttavia, differì da questi ideali, durante le presidenze del carismatico Masaryk e del suo successore, Beneš. La Costituzione del 1920 assegnò al governo centrale un ampio grado di controllo sui governi locali. Dal 1928 al 1940 la Cecoslovacchia fu divisa nelle quattro "terre" (in ceco: země, in slovacco: krajiny): Boemia, Moravia-Slesia, Slovacchia e Rutenia subcarpatica. Nel 1927 vennero previste Assemblee per Boemia, Slovacchia e Rutenia, ma la loro giurisdizione fu limitata alla modifica delle leggi e alle regole del governo centrale, secondo le necessità locali. Il governo centrale nominava un terzo dei membri di queste assemblee. La costituzione identificava la "nazione cecoslovacca" come creatrice e principale costituente dello stato cecoslovacco e stabilì il ceco e lo slovacco come lingue ufficiali. Il concetto di nazione cecoslovacca (nonostante le differenze fra i due popoli che la componevano) era necessario per giustificare l'istituzione della Cecoslovacchia nel mondo, dato che i Cechi erano solo il 50% della popolazione statale (6.900.000), poco più del doppio degli abitanti di nazionalità tedesca (3.220.000) che a loro volta erano ben più numerosi degli Slovacchi (1.950.000). Alle minoranze nazionali furono assicurate protezioni speciali; nei distretti in cui essi costituivano il 20% della popolazione, ai membri dei gruppi di minoranza fu garantita piena libertà di utilizzare la propria lingua nella vita quotidiana, nelle scuole e nelle comunicazioni con le autorità.

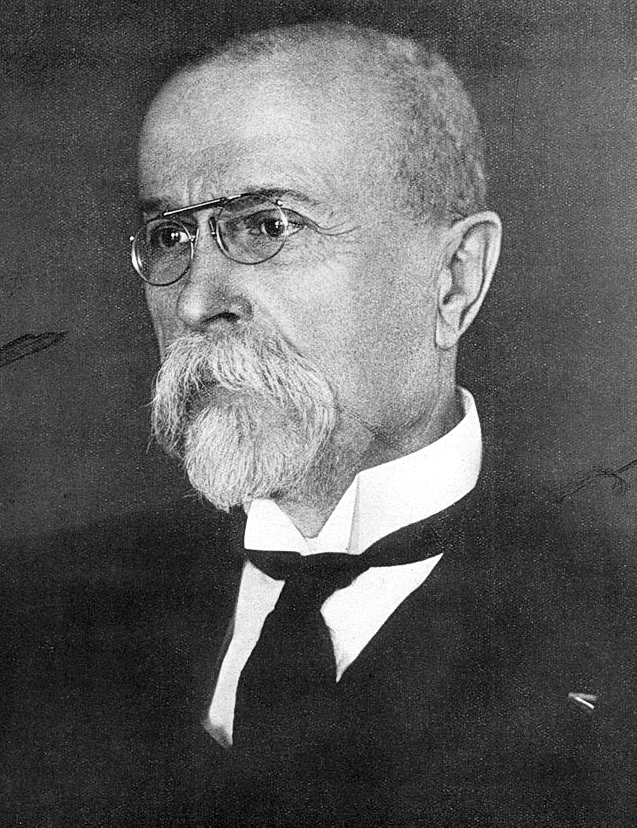
Tomáš Garrigue Masaryk, primo Presidente e padre fondatore della Cecoslovacchia.

L'operato del nuovo governo cecoslovacco fu caratterizzato dalla stabilità. La causa fu la buona organizzazione dei partiti politici che emersero come reali centri di potere; escluso il periodo dal marzo 1926 al novembre 1929, quando la coalizione non resse, la struttura del governo fu formata da una coalizione di cinque partiti cecoslovacchi: il Partito Repubblicano di Fattori e Contadini (poi Partito Agrario), il Partito Social Democratico, il Partito Nazional Socialista, il Partito Popolare e il Partito Nazionale Democratico. I leader di questi partiti divennero conosciuti come "Petka" (pronuncia pyetka, che significa "I cinque"). La Petka era diretta da Antonín Švehla del Partito Agrario, che detenne la carica di Primo ministro per gran parte degli anni venti e che costituì una struttura di coalizioni che sopravvisse fino al 1938. La politica della coalizione era espressa dallo slogan "Ci siamo accordati su ciò che decideremo". All'inizio del 1926 parteciparono al governo anche alcuni partiti tedeschi; i partiti ungheresi, influenzati dalla propaganda irredentista dell'Ungheria, non entrarono mai nei governi cecoslovacchi, ma non furono completamente ostili:
- il Partito Repubblicano dei Fattori e Contadini fu costituito nel 1922 dall'unione del Partito Agrario Ceco e dal Partito Agrario Slovacco. Diretto da Svehla, il nuovo partito divenne la voce principale della popolazione contadina, rappresentando principalmente i coltivatori con fattorie di piccole e medie dimensioni. Svehla combinò il sostegno alla legislazione sociale progressista con tendenze democratiche; il suo partito fu il centro di tutti i governi di coalizione dal 1922 al 1938.
- il Partito Socialdemocratico Cecoslovacco si indebolì considerevolmente quando i comunisti si separarono nel 1921 per costituire il Partito Comunista di Cecoslovacchia, ma nel 1929 ricominciò a riconquistare sostegno popolare. Essendo un partito moderato, si dichiarò in favore della democrazia parlamentare nel 1930. Antonín Hampl fu Presidente, e Ivan Dérer fu il leader del ramo slovacco del partito.
- il Partito Nazional Socialista Cecoslovacco (chiamato Partito Socialista Ceco fino al 1926) fu creato prima della prima guerra mondiale, quando i socialisti si separarono dal Partito Social Democratico. Essi rigettarono la lotta di classe e promossero il nazionalismo. Diretto da Václav Klofáč, i suoi membri giungevano prevalentemente dalle classi medio-basse, e dall'intelligentsia (incluso Beneš).
- il Partito Popolare Cecoslovacco, una fusione di diversi partiti cattolici, si sviluppò separatamente in Boemia nel 1918 e nella più cattolica Moravia nel 1919. Nel 1922 fu costituito un comitato esecutivo comune, diretto da Jan Šrámek. Il Partito Popolare Cecoslovacco sposò i principi morali cristiani e le encicliche sociali dei Papa Leone XIII.
- il Partito Nazionale Democratico Cecoslovacco si sviluppò dall'unione, avvenuta dopo la Grande Guerra, del Partito Ceco dei Giovani e da altri partiti di destra e di centro. Ideologicamente, era caratterizzato da estremismo nazionalista e liberalismo economico. Diretto da Kramář e Alois Rašín, divenne il partito dei grandi commercianti, dei banchieri e dell'industria. La sua influenza iniziò a calare nel 1920.

### Politica estera
Edvard Beneš, Ministro degli Esteri cecoslovacco dal 1918 al 1935, creò il sistema di alleanze che determinò la stabilità internazionale della nazione fino al 1938. Statista democratico di orientamento occidentale, Beneš ebbe forti relazioni con la Società delle Nazioni come garante dello status quo post-bellico, e la sicurezza degli stati neonati. Negoziò la Piccola intesa (alleanza con Jugoslavia e Romania) nel 1921 per contrastare il revanscismo ungherese e la restaurazione asburgica tentata dall'ultimo imperatore austro-ungarico Carlo I. Tentò inoltre di negoziare trattati con il Regno Unito e la Francia, cercando assistenza in caso di aggressione contro la piccola e democratica repubblica cecoslovacca. L'Inghilterra rimase intransigente nella sua politica isolazionista, e nel 1924 Beneš concluse un'alleanza separata con la Francia. La politica occidentale di Beneš ricevette un duro colpo nel 1925: il Patto di Locarno, che spianò la strada all'ingresso della Germania nella Società delle Nazioni, garantì i confini occidentali tedeschi. Le truppe francesi furono pertanto lasciate al Reno, rendendo impossibile l'aiuto ai cecoslovacchi. Inoltre, il trattato stabilì che la frontiera orientale della Germania sarebbe rimasta soggetta a negoziati. Quando Adolf Hitler giunse al potere nel 1933, si diffusero le paure di un'aggressione tedesca nell'Europa orientale e centrale. Beneš ignorò la possibilità di un forte sistema di alleanze nell'Europa centrale, restando fiducioso (gli atteggiamenti iniziali di Beneš verso il regime sovietico erano stati cauti). Nel 1935 l'Unione Sovietica firmò trattati con Francia e Cecoslovacchia, stabilendo che l'URSS sarebbe giunta in aiuto della Cecoslovacchia solo dopo un intervento francese.
Nel 1935, quando Beneš successe a Masaryk come Presidente della Cecoslovacchia, il Primo ministro Milan Hodža divenne anche Ministro degli Esteri. Gli sforzi di Hodža per rafforzare le alleanze nell'Europa centrale furono troppo tardive: nel febbraio 1936 il Ministero degli Esteri cadde sotto la direzione di Kamil Krofta, fedele alla linea di Beneš.

## Economia
La nuova nazione aveva una popolazione di oltre 13,5 milioni di persone. Ereditò il 70—80% dell'industria dall'Impero austro-ungarico, tra cui le industrie della porcellana e del vetro, oltre alle raffinerie dello zucchero; ebbe anche più del 40% delle distillerie e delle birrerie, le fabbriche Škoda a Plzeň, che producevano armamenti, locomotive, automobili e macchinari. Ricevette anche l'industria chimica della Boemia settentrionale. Il 17% dell'industria del Regno d'Ungheria che si era sviluppata in Slovacchia durante il tardo XIX secolo rimase anche alla nuova repubblica. La Cecoslovacchia era uno dei dieci paesi più industrializzati del mondo.
Le terre ceche erano molto più industrializzate della Slovacchia. In Boemia, Moravia e Slesia, il 39% della popolazione era impiegata nell'industria e il 31% nell'agricoltura e nel settore boschivo. L'industria leggera e pesante era situata prevalentemente nei Sudeti, ed era posseduta perlopiù da tedeschi e controllata dalle banche tedesche. I cechi controllavano solo il 20—30% dell'industria. In Slovacchia, il 17,1% della popolazione lavorava nelle industrie, mentre il 60,4% nell'agricoltura; solo il 5% delle industrie in Slovacchia erano possedute da slovacchi. La Rutenia subcarpatica era quasi senza industrie.

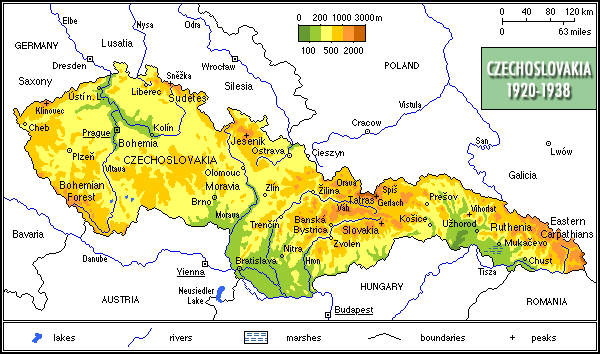
Cecoslovacchia, 1920-1938

Nel settore agricolo, fu introdotto un programma di riforme subito dopo l'istituzione della repubblica, per aggiustare l'ineguale distribuzione delle terre. Un terzo di tutte le terre agricole e delle foreste apparteneva a pochi proprietari terrieri tedeschi (perlopiù aristocratici), come i Kinsky, Czernin, Kaunitz, o agli ungheresi e alla Chiesa cattolica. Metà di tutti i possedimenti era inferiore ai 20.000 m². La legge sul controllo delle terre dell'aprile 1919 previde l'espropriazione di tutti i possedimenti che superavano i 1,5 chilometri quadri di terra arabile, o i 2,5 km² di terra in generale (5 chilometro quadri come limite massimo). La redistribuzione procedette in via graduale; i proprietari avrebbero continuato a possederle nel frattempo, e fu offerta in cambio una ricompensa.

## Gruppi etnici
Le dispute nazionali iniziarono per il fatto che i cechi, più numerosi, dominavano il governo centrale e le altre istituzioni nazionali, le quali avevano tutte sede nella capitale della Boemia, Praga.
La classe media slovacca era poco numerosa nel 1919, dato che fino ad allora erano stati gli ungheresi, i tedeschi e gli ebrei a occupare le posizioni amministrative, professionali e commerciali; questi posti furono poi occupati dai cechi.
Inoltre, gran parte dell'industria cecoslovacca era situata in Boemia e Moravia, mentre la maggior parte dell'economia della Slovacchia giungeva dall'agricoltura. Nella Rutenia subcarpatica la situazione era anche peggiore, in quanto l'industria quasi non esisteva.
La struttura politica centralizzata della Cecoslovacchia favorì il rafforzamento del nazionalismo dei popoli che vivevano all'interno dello Stato, e si formarono nel corso degli anni diversi partiti e movimenti che miravano a una maggiore autonomia da Praga, quando non a un ricongiungimento con la madrepatria. Un movimento che dietro richieste autonomiste andò progressivamente accentuando istanze irredentiste fu il Partito dei Tedeschi dei Sudeti (Sudetendeutsche Partei - SdP), guidato da Konrad Henlein, mentre il Partito Popolare Slovacco di Hlinka di Andrej Hlinka oscillava fra istanze federaliste e sogni di secessione.
La minoranza tedesca che viveva nei Sudeti rivendicò dapprima una non meglio precisata forma di autonomia, denunciando l'oppressione delle autorità ceche. Con il rafforzamento del SdP, che alle elezioni parlamentari del 1935, ottenne circa i due terzi dei voti tedeschi (e il 15% a livello nazionale), e l'avvicinamento del movimento sudeto alla Germania nazionalsocialista, che inizialmente aveva dimostrato un certo scetticismo nei confronti di Henlein, e che comunque non gli diede completo appoggio fino al 1937, le richieste di autonomia divennero sempre più spinte, per trasformarsi poi in richiesta di annessione alla madrepatria, quando ormai la quasi totalità dei Tedeschi di Cecoslovacchia appoggiava il SdP.